# Gnej Julij Agrikola
Gnej Julij Agrikola (latinsko Gnaeus Julius Agricola, tudi samo kot Agrikola), rimski general, * 13. julij 40, † 23. avgust 93
Agrikola je znan po tem, da je znatno razširil in utrdil rimsko oblast nad Britanijo. Znan je tudi po biografski knjigi Agricola (De vita et moribus Iulii Agricolae) - prvo objavljeno delo njegovega zeta, slavnega zgodovinarja Tacita.
Agricola, rojen v ugledni senatorski družini, je svojo vojaško kariero začel v Britaniji, kjer je služil pod guvernerjem Gajem Svetonijem Pavlinom in skoraj zanesljivo sodeloval pri zatrtju Budikinega upora in bitki pri Watling Street. Potem je opravljal številne dolžnosti; Leta 64 je bil imenovan za kvestora v porvinci Azija , nato leta 66 za plebejskega tribuna in leta 68 za pretorja. V letu štirih cesarjev (69) je podpiral Vespazijana, po njegovem vzponu na cesarski prestol pa je bil imenovan za legata XX. legije Valeria Victrix. Ko se je njegovo poveljstvo leta 73 končalo, je uradno prejel status patricija v Rimu in bil imenovan za guvernerja province Akvitanije v Galiji. Leta 76 je bil imenovan za konzula in leta 77 guvernerja Britanije. V slednjem položaju je osvojil večino današnjega Walesa in severne Anglije ter se podal na pohode v škotske nižine Kaledonije, kjer je v bitki na Mons Graupius porazil kaledonsko vojsko in za nekaj časa vzpostavil rimsko oblast. Zgodovinarji domnevajo, da se je podal tudi na kratkotrajno odpravo na Irsko. Leta 85 so ga po nepričakovano dolgem služenju odpoklicali iz  Britanije, nakar se je upokojil iz javnega življenja.